# イ号
イ号（イごう）は、1902年（明治35年）から1907年（明治40年）にかけて山形県の佐藤弥太左衛門によって育成されたイネ（稲）の品種。

## 品種特性
熟期は早生で、白色有芒短稈。分蘖がやや多く倒伏し難い。穂首いもち病に強く、栽培しやすい。米質は良好なものの、やや黒みを帯びている。

## 歴史
1902年（明治35年）、山形県西田川郡東郷村大字猪子（現在の三川町）の佐藤弥太左衛門が、「敷島」と「愛国」を併植した田の中に良質な株を見つけ、翌年から選抜育成したもの。1907年（明治40年）に、その中でも優良な系統を「イ号」と名付けた。
山形県では、1927年（昭和2年）以降、最有力品種となった。同年の東北地方での作付面積は、18,976haに及んだ。しかし、佐藤自身は、「イ号」が黒みを帯びていることに納得がいかず、後に黒みを除いた「新イ号」を選抜した。

## 関連品種

### 純系選抜種
- 「新イ号」[1]

### 子品種
- 「信友早生」（「早生愛国」との交配）[1]
- 「玉ノ井」（「亀ノ尾」との交配）[1]